# Leander Starr Jameson
Leander Starr Jameson (1853 à Édimbourg - 1917 à Londres), 1er baronnet, est un colonialiste britannique et Premier ministre de la colonie du Cap en Afrique du Sud de 1904 à 1908.

## Biographie
Né le 9 février 1853 en Écosse, cadet d’une famille de notables de douze enfants, il entreprend avec succès des études de médecine à Londres et peut asseoir sa réputation avant de s’installer en Afrique du Sud en 1878, à la suite de problèmes de santé. Établi à Kimberley en pleine ruée du diamant, il exerce sa profession de médecin et voit croître sa réputation en soignant des patients comme le président Paul Kruger ou le chef matabélé Lobengula. Il fait la connaissance de Cecil Rhodes avec lequel il se lie d’amitié.
En 1888, son influence sur Lobengula conduit celui-ci à accepter de concéder des terres à des émissaires de Rhodes. Celui-ci fonde alors la British South Africa Company (BSAC), pour laquelle il obtient une charte royale. En 1890, Jameson, désormais riche, abandonne la médecine et se joint à la première expédition de pionniers de la BSAC au Mashonaland. Avec F. C. Selous et A. R. Colquhoun, ils poussent jusqu’au Manicaland à l’est pour contrecarrer les ambitions coloniales portugaises et revendiquer le territoire au nom de la BSAC. En 1891, Jameson devient l’administrateur des territoires sous le contrôle de la BSAC.
Il fonde officiellement Bulawayo le 1er juin 1894 quoique la ville existât auparavant, ayant notamment été la capitale du roi Lobengula.

## Raid Jameson

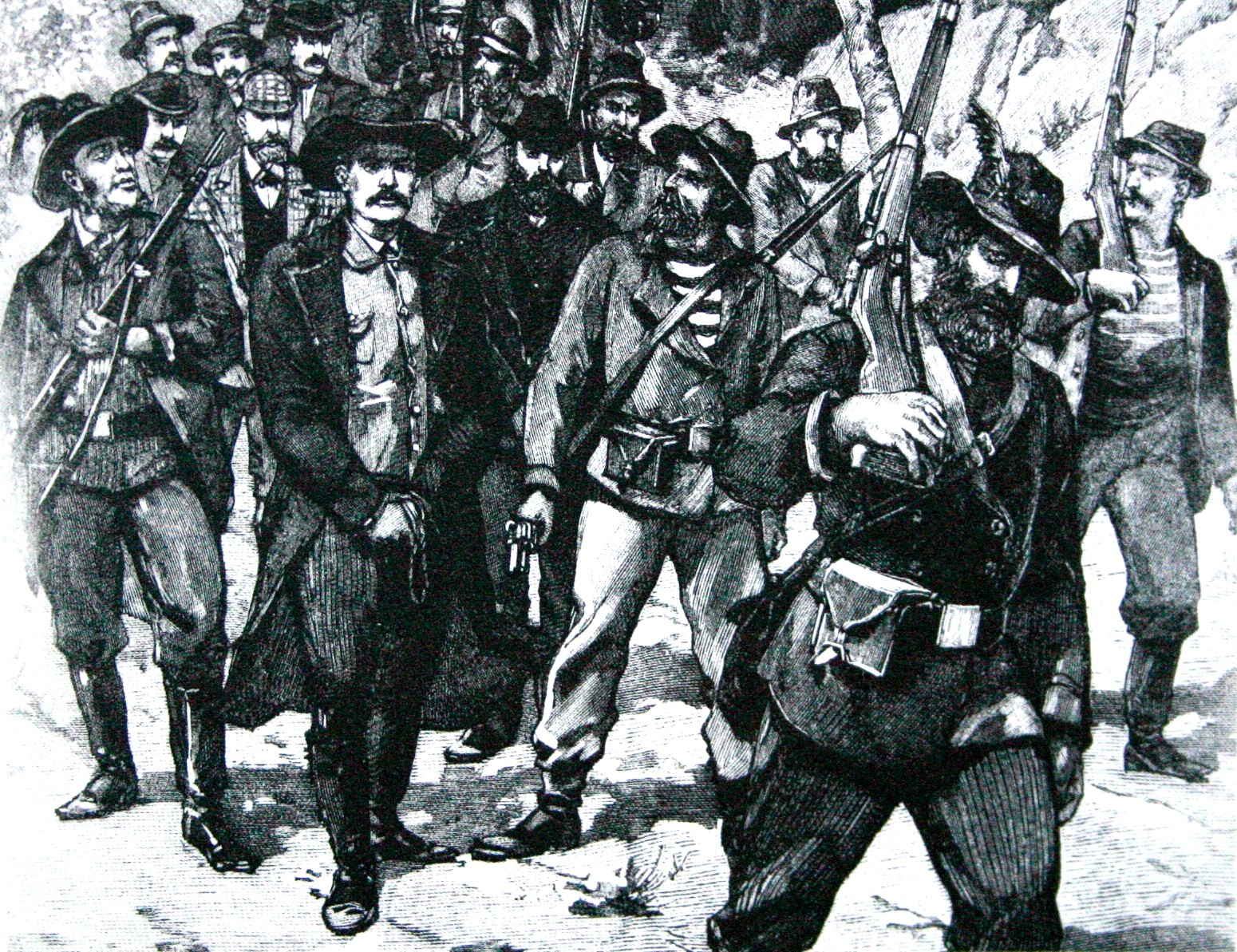
Arrestation de Leander Jameson.
Illustration parue dans Le Petit Parisien, 1896.

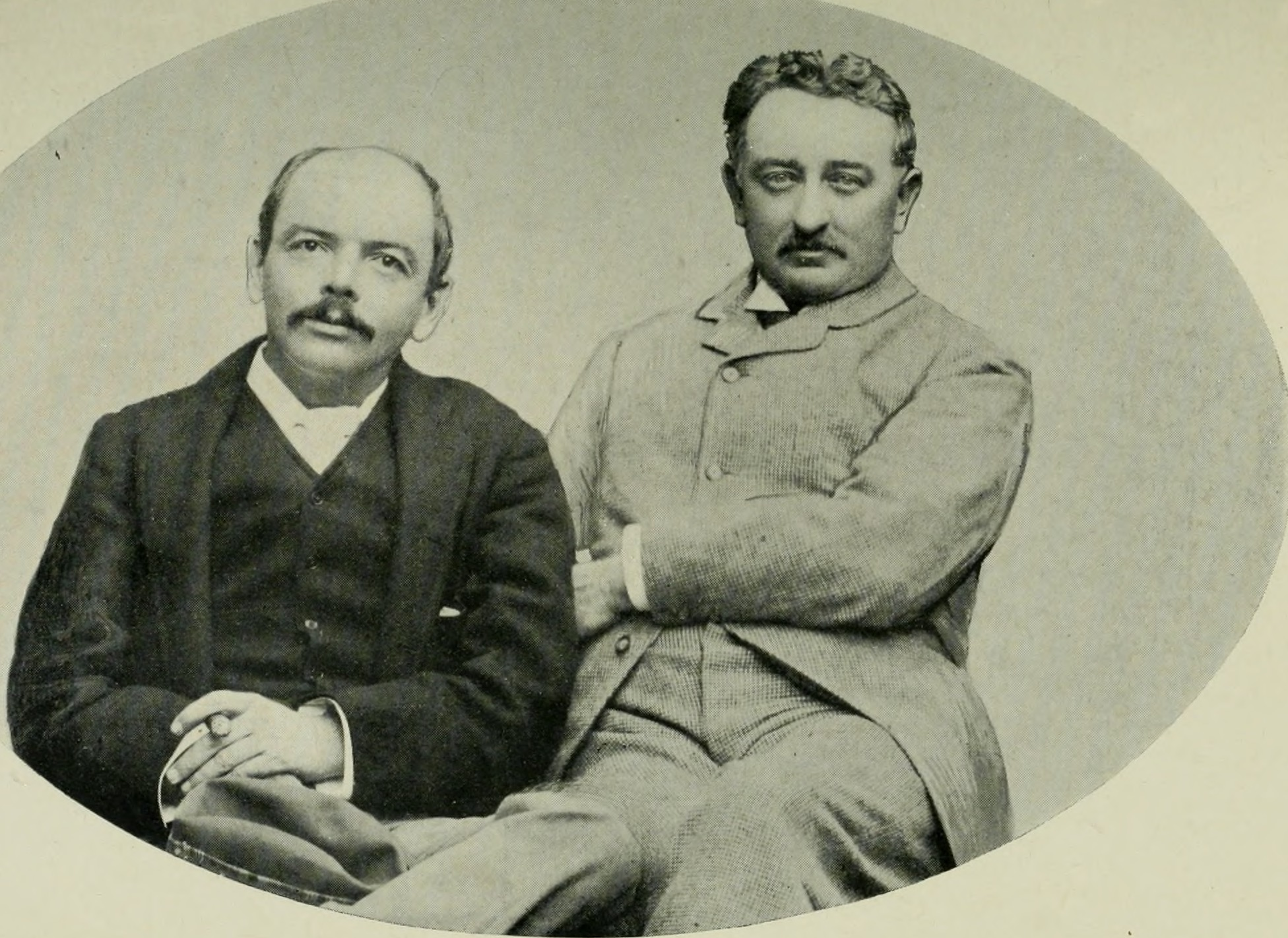
Jameson et Cecil Rhodes.

En 1895, à la suite des conflits politiques entre Rhodes et Kruger, Jameson rassemble une armée privée de 500 hommes armés de huit mitrailleuses et trois canons pour renverser le gouvernement du Transvaal sous prétexte de protéger les travailleurs étrangers en révolte contre le gouvernement autoritaire de la république. Le 29 décembre 1895 il lance depuis le Bechuanaland un raid contre le Transvaal, connu sous le nom de « raid Jameson. » Le 2 janvier 1896, le général Cronjé le fait prisonnier à la suite de la bataille de Doornkop mais, à la suite de tractations entre le Transvaal et la Grande-Bretagne, il est remis en liberté et expulsé. L’échec de cette tentative de coup d'État est cuisant. Jugé en Grande-Bretagne pour avoir conduit le raid, Jameson est condamné à quinze mois de prison. Mais il obtient vite son absolution. Son échec au Transvaal rejaillit cependant sur son ami Cecil Rhodes, contraint de démissionner de son poste de Premier ministre du Cap.
Le raid Jameson est généralement considéré comme le casus belli de la seconde guerre des Boers. Il déclenche un krach des mines d'or sud-africaines sur les bourses de Londres et Paris, qui s'ajoute aux secousses venues d'Amérique après la panique de 1893.

## Guerre et politique

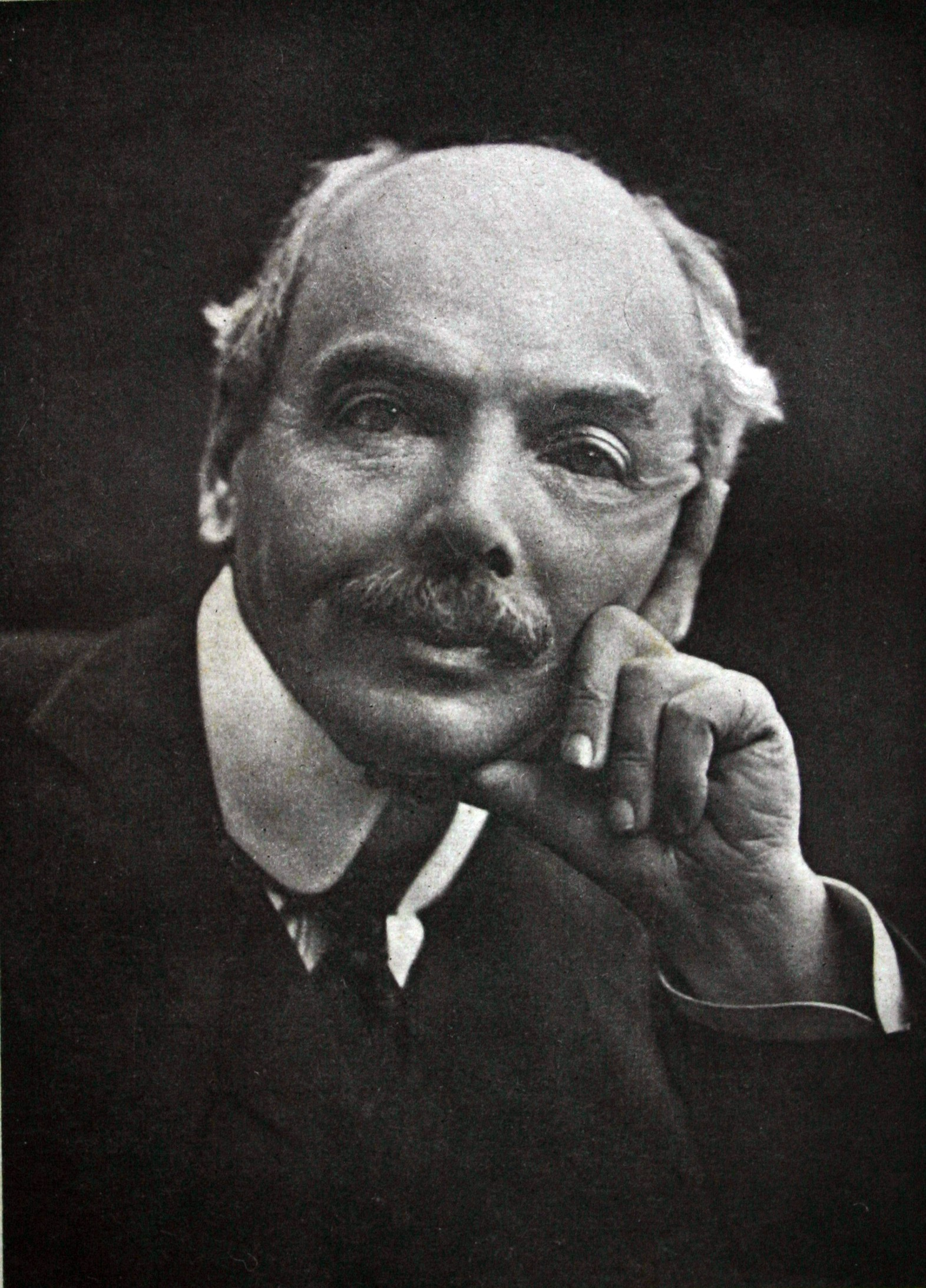
Photographie par George Charles Beresford (avant 1922).

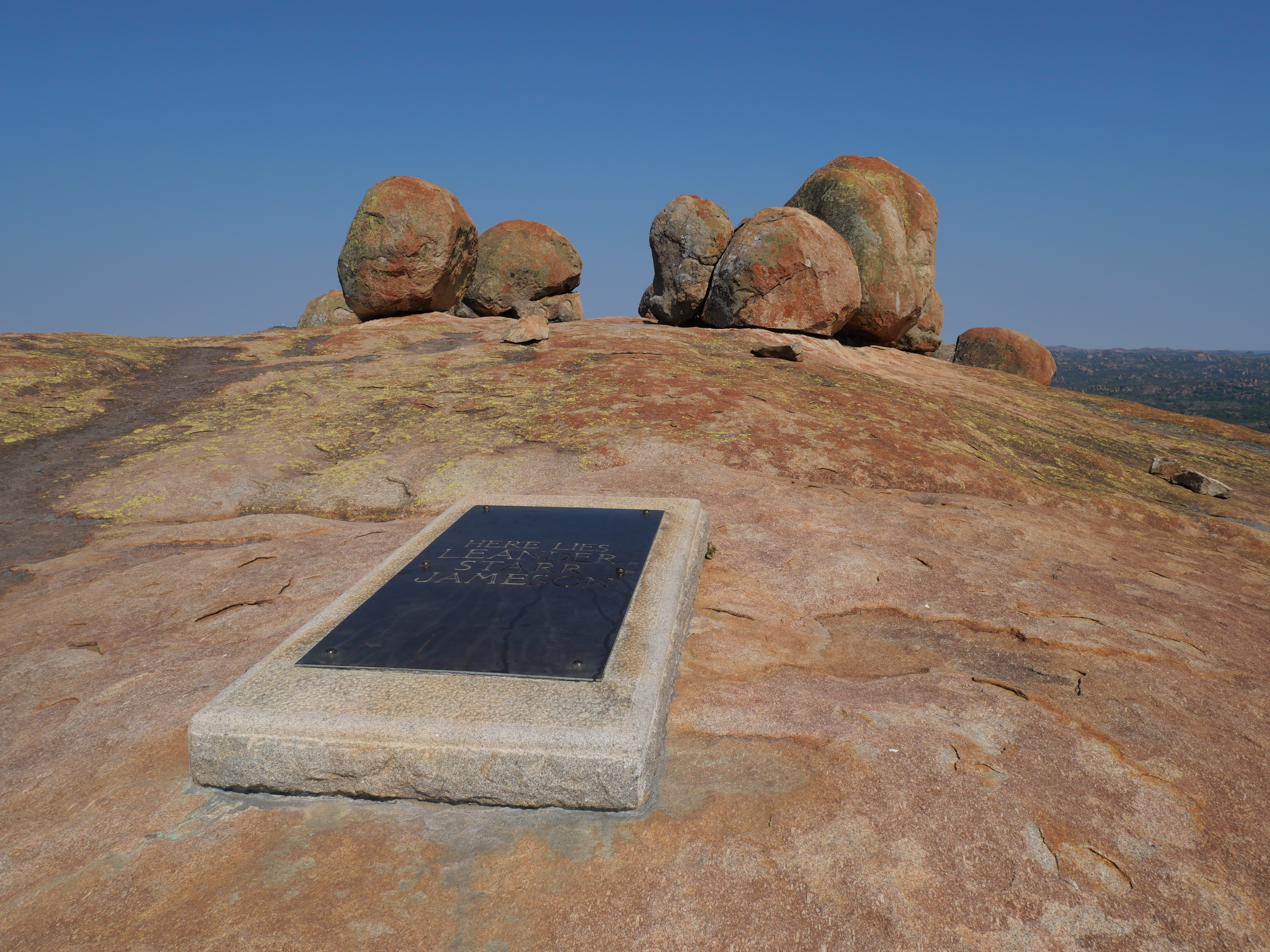
Sépulture de Jameson, parc national de Matopos.

En 1899, il est un partisan déclaré d'Alfred Milner, qui prône une politique offensive à l'encontre du Transvaal. Quand la guerre éclate, Jameson se rend immédiatement au Natal et s'engage dans l'armée britannique.
Après la guerre, en 1904, il est élu Premier ministre de la colonie du Cap, poste qu’il occupe jusqu’en 1908. Il est anobli en 1911 avant de revenir définitivement en Grande-Bretagne en 1912. Jameson décède le 26 novembre 1917 et est enterré sur la colline de Malindidzimu (World's View) en Rhodésie du Sud, à 40 km de Bulawayo, dans un endroit désigné par Rhodes lui-même pour tous ceux qui auront participé à la grandeur de l'empire britannique en Afrique.